# Veysel Donbaz

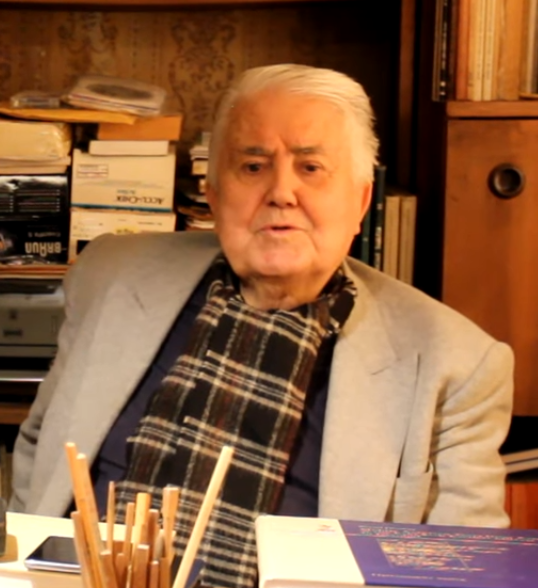
Veysel Donbaz (2021)

Veysel Donbaz (* 12. Dezember 1939 in Bekilli) ist ein türkischer Altorientalist.
Donbaz studierte bis 1962 an der Universität Ankara Sumerologie und Akkadistik bei Kemal Balkan und Emin Bilgiç sowie Hethitologie bei Sedat Alp. Seitdem war er am Archäologischen Museum Istanbul beschäftigt und hat zahlreiche Editionen dort lagernder Texte vorgelegt. 2004 trat er in den Ruhestand.
Seit 1994 ist er korrespondierendes Mitglied des Deutschen Archäologischen Instituts.

## Schriften (Auswahl)
- Middle Assyrian texts from Assur at the Eski Şark Eserleri Müzesi in İstanbul. Istanbul 2010, ISBN 9786055607180
- mit Simo Parpola: Neo-Assyrian legal texts in Istanbul. Saarbrücken 2001, ISBN 3930843641
- Istanbul Murašû texts, Istanbul 1997, ISBN 9062580807
- mit Albert Kirk Grayson: Royal Inscriptions on Clay Cones from Ashur now in Istanbul. Toronto 1984, ISBN 9781442679481
- Bin Kral Bin Anı, Bir Sümeroloğun Anıları. 2014 (Memoiren).